# گوگانفا
گوگانفا (به مجاری:  Gógánfa) یک شهرداری در مجارستان است که در وسپرم واقع شده‌است. گوگانفا ۱۳٫۱۷ کیلومتر مربع مساحت و ۷۸۳ نفر جمعیت دارد.